# Blink (filme)
Blink (Brasil: Blink - Num piscar de olhos / Portugal: Assassínio nas trevas) é um filme estadunidense de 1994, do gênero suspense, dirigido por Michael Apted.

## Sinopse
Mulher cega de nascença começa a enxergar após uma cirurgia. No entanto, descobre que tem o poder de ver coisas ocorridas no passado e, com isso, acaba testemunhando o assassinato do vizinho.

## Elenco
| Ator / Atriz               | Pessoa no filme         |
| -------------------------- | ----------------------- |
| Madeleine Stowe            | Emma Brody              |
| Aidan Quinn                | Detetive John Hallstrom |
| James Remar                | Detetive Thomas Ridgely |
| Bruce A. Young             | Tenente Mitchell        |
| Paul Dillon                | Neal Booker             |
| Laurie Metcalf             | Candice                 |
| Matt Roth                  | Oficial Crowe           |
| Tim Monsion                | Mr. Tattersall          |
| Peter Friedman             | Dr. Ryan Pierce         |
| Michael P. Byrne           | Barry                   |
| Anthony Cannata            | Ned                     |
| Jackie Moran               | Jackie                  |
| Sam Sanders                | Bobby                   |
| Greg Noonan                | Frank                   |
| Michael Stuart Kirkpatrick | Michael                 |
| Blake Whealy               | Mark Tattersall         |
| Joy Gregory                | Valerie Wheaton         |
| Lucy Childs                | Margaret Tattersall     |
| Ted Gilbert                | Ted                     |
| Kevin Matthews             | homem no trem           |
| Kevin Swerdlow             | policial                |
| Ed Cray                    | suspeito                |

## Recepção da crítica
Blink teve recepção geralmente favorável por parte da crítica especializada. No Rotten Tomatoes, possui tomatometer de 62% em base de 44 críticas. Tem 44% de aprovação por parte da audiência, usada para calcular a avaliação do público a partir de votos dos usuários do site.